# Качуевский, Павел Павлович
Павел Павлович Качуе́вский (12 сентября 1918 — 4 июля 1942) — командир специального партизанского отряда «Вторые» в годы Великой Отечественной войны (1942). Капитан государственной безопасности.

## Биография
Павел Качуевский родился 12 сентября 1918 года в деревне Чумаковка Пятихатского района Днепропетровской области. Член ВЛКСМ. Учился в педагогическом институте, работал учителем. В Красной Армии с 1939 года. Окончил Кемеровское пехотное училище (1941).
Участник партизанского движения на территории Белоруссии в годы Великой Отечественной войны. С первых дней войны на Западном фронте, с сентября 1941 в отряде особого назначения. С 30 апреля 1942 года командир партизанского отряда «Вторые», который проводил боевые операции на территории Могилёвской, Полесской (ныне — Гомельской) и Черниговской областей.
Спецотряд «Вторые» были сформированы оперативно-чекистской группой НКВД БССР и Особым отделом Западного фронта. В конце марта 1942 года группа в составе 50 человек перешла на оккупированную территорию через линию Калининского фронта.
4 июля 1942 года группа партизан под руководством П. Качуевского у д. Пильня Краснопольского района провели боевую операцию. П. Качуевский был смертельно ранен в этом бою. Руководство отрядом было передано Н. Н. Зебницкому.
Похоронен в д. Кляпин Кормянского района Гомельской области, на могиле поставлен обелиск.

## Семья
- Супруга — Качуевская Наталья Александровна.

## Награды и звания
- Орден Отечественной войны I степени (посмертно).

## Память
- Мемориальная доска в честь бойцов оперативно-чекистской группы «Вторые», действовавшей в годы Великой Отечественной войны, известной как специальный партизанский отряд имени Ф.Э. Дзержинского (2010) в деревне Кляпин Кормянского района Гомельской области Беларуси[1]. (Надпись: "Здесь в годы Великой Отечественной войны (1942 г.) базировались партизанский отряд НКГБ (НКВД) БССР под командованием П.П.Качуевского, Героя Советского Союза Н.В.Зебницкого и партизанская бригада НКГБ (НКВД) СССР "Вперед" под командованием П.Г.Шемякина и П.Г.Малюгина"). В послевоенное время на месте базирования спецотряда в деревне Кляпин была построена средняя двухэтажная школа (в настоящее время — Кляпинский учебно-педагогический комплекс). Именно на фасаде этого здания в торжественной обстановке и была открыта мемориальная доска.
- В честь П. П. Качуевского названа улица в деревне Кляпин Кормянского района Гомельской области.
- Имя П. П. Качуевского было присвоено дружине Кляпинской восьмилетней школе (деревня Кляпин).
- Имя П. П. Качуевского присвоено средней школе в агрогородке Коротьки Кормянского района Гомельской области[2]. Одна из школьных экспозиций посвящена П. П. Качуевскому, в том числе, спецотряду «Вторые». На здании школы установлена мемориальная доска в честь Героя.